# Pseudocyphellaria beccarii
Pseudocyphellaria beccarii är en lavart som först beskrevs av Kremp., och fick sitt nu gällande namn av D. J. Galloway. Pseudocyphellaria beccarii ingår i släktet Pseudocyphellaria och familjen Lobariaceae.   Inga underarter finns listade i Catalogue of Life.